# Serviço Secreto de Inteligência Australiano
O Serviço Secreto de Inteligência Australiano (ASIS /ˈeɪsɪs/) é a agência de inteligência estrangeira da Austrália, encarregada da coleta secreta de informações no exterior por meio de contatos pessoais e outros meios de inteligência humana. Ela faz parte da Comunidade de Inteligência Australiana e também é responsável pela contra-inteligência e pelo contato com as agências de inteligência de outros países, como a NZSIS. A ASIS foi formada em 1952, mas sua existência permaneceu secreta na maioria do trabalho do governo até 1972. A ASIS é comparável à CIA americana e ao MI6 britânico (formalmente conhecido como Serviço Secreto de Inteligência).
A ASIS é uma subsidiária do Departamento de Negócios Estrangeiros e Comércio (DFAT) e tem sua sede em Canberra. Sua diretora-geral, atualmente Kerri Hartland, responde ao ministro de relações exteriores.

## História
Em 13 de maio de 1952, em uma reunião do Conselho Executivo, o primeiro-ministro Robert Menzies criou a ASIS por ordem executiva, de acordo com o artigo 61 da Constituição da Austrália, nomeando Alfred Deakin Brookes como o primeiro diretor-geral. A existência da ASIS permaneceu em segredo, mesmo dentro do governo australiano, até 1972.
Seu estatuto de 15 de dezembro de 1954 descrevia a função da ASIS como "obter e distribuir informações secretas e planejar e conduzir operações especiais conforme necessário". A ASIS era expressamente encarregada de "operar fora do território australiano". Uma Diretriz Ministerial de 15 de agosto de 1958 indicava que sua função de operações especiais incluía a realização de "ações políticas especiais". Também indicava que a organização ficaria sob o controle e a supervisão do Ministro das Relações Exteriores, e não do Ministro da Defesa. Na época, a ASIS tinha como modelo principal o Serviço Secreto de Inteligência do Reino Unido, também conhecido como MI6. A ASIS chegou a ser chamada de MO9.

Em 1º de novembro de 1972, a existência da ASIS foi revelada de forma sensacional pelo The Daily Telegraph, que publicou uma exposição sobre o recrutamento de agentes da ASIS de universidades australianas para atividades de espionagem na Ásia. Logo depois, o The Australian Financial Review publicou um artigo mais detalhado sobre a ASIS, a Australian Security Intelligence Organisation (ASIO) e a então Joint Intelligence Organisation (JIO), a Defence Signals Division (DSD) e o Office of National Assessments (ONA). O documento afirmava que "a função da ASIS é apenas coletar e disseminar fatos. Ela não deve se dedicar à análise ou ao aconselhamento de políticas, embora isso seja claramente difícil de evitar às vezes". A Declaração Ministerial de 1977 afirmava que a "função principal" da ASIS era "obter, pelos meios e sujeito às condições prescritas pelo governo, inteligência estrangeira para fins de proteção ou promoção da Austrália, ou de seus interesses".

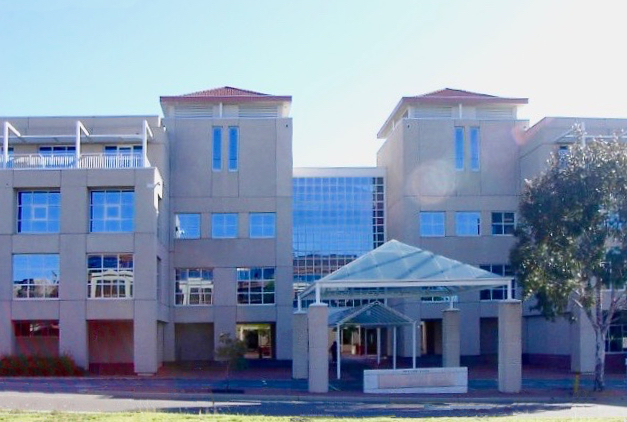
Edifício R.G. Casey, a sede do departamento principal e da ASIS

Em 21 de agosto de 1974, o primeiro-ministro Gough Whitlam criou a Royal Commission on Intelligence and Security (a primeira Hope Royal Commission, 1974-77) para investigar as agências de inteligência do país. Em 25 de outubro de 1977, o primeiro-ministro Malcolm Fraser anunciou publicamente a existência da ASIS e suas funções com base em uma recomendação da Comissão.
Em 1992, dois relatórios foram preparados sobre a ASIS por funcionários do Departamento do Primeiro-ministro e Gabinete e do Office of National Assessments para o Secretaries Committee on Intelligence and Security (SCNS) e o National Security Committee (NSC). O Relatório Richardson, em junho, examinou as funções e os relacionamentos das agências de coleta (ASIO, ASIS e DSD) na era pós-Guerra Fria. O Relatório Hollway, em dezembro, examinou as deficiências na coleta de informações de inteligência estrangeira da Austrália. Ambos os relatórios aprovaram a estrutura e as funções das organizações e elogiaram o desempenho da ASIS.
A Lei de Serviços de Inteligência de 2001 (ISA) transformou a ASIS em um órgão estatutário. A lei definiu as funções da ASIS e seus limites. O uso de armas pela ASIS foi proibido (exceto para autodefesa). A condução de operações violentas ou para-militares também foi restringida. A lei autorizou o ministro responsável a emitir instruções para a agência e exigiu autorização ministerial para atividades de coleta de inteligência envolvendo australianos, mas limitou as circunstâncias em que isso poderia ser feito. A lei exige que o ministro responsável crie regras que regulamentem a comunicação e a retenção de informações de inteligência sobre australianos e prevê a criação de um comitê de supervisão parlamentar, então chamado de Comitê Parlamentar Misto sobre ASIO, ASIS e DSD.
A Lei de Emenda aos Serviços de Inteligência de 2004 removeu as proibições da ISA sobre o porte de armas de fogo pelos agentes da ASIS (mas apenas para proteção) e permite que a ASIS trabalhe com agências de inteligência estrangeiras, como a CIA ou o MI6, no planejamento de operações paramilitares e violentas, desde que ela não esteja envolvida na execução das operações.

## Comissões Reais que investigaram a ASIS
Três Comissões Reais examinaram, entre outras coisas, a ASIS e suas operações: em 1974 e 1983 (as Comissões Reais Hope) e em 1994 (a Comissão Real Samuels e Codd).

### Primeira Comissão Real Hope
Em 21 de agosto de 1974, o governo Whitlam nomeou o juiz Robert Hope para conduzir uma Comissão Real sobre a estrutura dos serviços de segurança e inteligência australianos, a natureza e o escopo da inteligência necessária e o mecanismo de controle ministerial, direção e coordenação dos serviços de segurança. A Comissão Real Hope apresentou oito relatórios, quatro dos quais foram apresentados ao Parlamento em 5 de maio de 1977 e 25 de outubro de 1977. Além da observação de que a ASIS era "singularmente bem administrada e bem gerenciada", o(s) relatórios sobre a ASIS não foram divulgados. Os resultados dos outros relatórios incluíram a Lei da Organização Australiana de Inteligência de Segurança de 1979, a criação do ONA e a aprovação da Lei do Escritório de Avaliações Nacionais de 1977.

### Segunda Comissão Real Hope
Em 17 de maio de 1983, o governo Hawke nomeou novamente o juiz Hope para conduzir uma segunda Comissão Real sobre as agências de inteligência da Austrália. A investigação tinha como objetivo examinar o progresso na implementação das recomendações anteriores; as providências para o desenvolvimento de políticas, a avaliação de prioridades e a coordenação de atividades entre as organizações; a responsabilidade ministerial e parlamentar; os procedimentos de ouvidoria; a supervisão financeira e a conformidade das agências com a lei. Assim como na primeira Comissão Real Hope, os relatórios sobre a ASIS e o DSD, que incluíam projetos de lei sobre a ASIS, não foram divulgados.

### Comissão Real Samuels e Codd
Em resposta a um episódio do programa de TV Four Corners exibido em 21 de fevereiro de 1994, o Ministro das Relações Exteriores, Gareth Evans, anunciou em 23 de fevereiro de 1994 uma revisão "profunda" da ASIS. O governo nomeou o juiz Gordon Samuels e o Sr. Mike Codd para analisarem a eficácia e a adequação dos acordos existentes para controle e responsabilidade, organização e gerenciamento, proteção de fontes e métodos e resolução de queixas e reclamações. A Comissão Real apresentou seu relatório em março de 1995.

O repórter da Four Corners, Ross Coulthart, fez alegações sobre a inteligência mantida pela ASIS sobre cidadãos australianos. Ele afirmou que "a ASIS mantém secretamente dezenas de milhares de arquivos sobre cidadãos australianos, um banco de dados completamente à margem das leis de privacidade". A alegação foi investigada e negada por Samuels e Codd (veja abaixo), mas o ministro reconheceu que a ASIS mantinha arquivos. O Ministro afirmou: "A ASIS tem alguns arquivos, como seria de se esperar em uma organização dessa natureza, embora seu escopo se estenda a atividades fora do país e não dentro dele. Eles são essencialmente de natureza administrativa". No entanto, Samuels e Codd concluíram que certas queixas de ex-oficiais eram bem fundamentadas. Eles pareceram apoiar as preocupações dos oficiais com relação aos procedimentos de reclamação:
"Levando em conta o contexto em que os membros da ASIS trabalham, não é de surpreender que se desenvolva uma cultura que valoriza muito a fidelidade e o estoicismo e tende a elevar a conformidade a patamares indevidos e a considerar o exercício da autoridade em vez da consulta como a norma gerencial".
No entanto, Samuels e Codd observaram que as informações publicadas no programa Four Corners eram "tendenciosas para o falso", que "o nível de precisão factual sobre questões operacionais não era alto" e, citando um aforismo, que "o que era perturbador não era verdadeiro e o que era verdadeiro não era perturbador". Eles concluíram que a divulgação das informações foi desnecessária e injustificada e prejudicou a reputação da ASIS e da Austrália no exterior. Os comissários declararam que "as evidências que nos foram apresentadas sobre a ação e a reação em outros países nos convencem de que a publicação foi prejudicial": Eles rejeitaram qualquer sugestão de que a ASIS não prestava contas ou estava "fora de controle". Eles afirmaram que "seu gerenciamento operacional é bem estruturado e suas decisões táticas são cuidadosamente consideradas e, em casos importantes, sujeitas à aprovação externa". Eles recomendaram que as reclamações relativas às operações da ASIS continuassem a ser tratadas pelo Inspetor Geral de Inteligência e Segurança (IGIS), mas que as queixas dos funcionários fossem tratadas pelo Tribunal de Recursos Administrativos.
Além de suas recomendações, Samuels e Codd apresentaram um projeto de lei para fornecer uma base estatutária para a ASIS e para proteger várias informações contra a divulgação. O projeto de lei de Samuels e Codd, assim como a maioria dos relatórios, não foi divulgado.

## Atividades
Desde 2004, a ASIS realiza operações de combate ao tráfico de pessoas em países como Paquistão, Sri Lanka e Indonésia.
Em 2013, a inteligência fornecida pela ASIS foi crucial para a captura, após uma intensa perseguição de 14 meses, de um soldado rebelde do Exército Nacional do Afeganistão que havia matado três soldados australianos. A operação conjunta envolveu a ASIS, a AGO, a Organização de Inteligência de Defesa e a Diretoria de Sinais da Austrália, juntamente com o MI6 e o Serviço Aéreo Especial da Grã-Bretanha, a CIA e a Agência de Segurança Nacional dos Estados Unidos e a Inteligência Inter-Serviços do Paquistão.
Em 2021, a ASIS enviou uma pequena equipe para fornecer segurança e ajudar na evacuação de cidadãos australianos e informantes do país durante a ponte aérea de Cabul, no Afeganistão.

## Controvérsias

### ASIS no Chile em 1973
Uma estação da ASIS foi estabelecida no Chile fora da embaixada australiana em julho de 1971, a pedido da CIA e autorizada pelo então Ministro das Relações Exteriores do Partido Liberal, William McMahon. O novo primeiro-ministro trabalhista, Gough Whitlam, foi informado sobre a operação em fevereiro de 1973 e assinou um documento ordenando o seu encerramento algumas semanas depois, mas apenas em 1º de julho de 1973 a estação da ASIS no Chile informou que havia encerrado suas atividades e destruído todos os registros. Entretanto, o último agente da ASIS só deixou o Chile em outubro de 1973, um mês após o golpe militar chileno de 1973, apoiado pela CIA, ter derrubado o governo de Allende. Dois oficiais da ASIO também estavam baseados em Santiago, trabalhando como oficiais de migração durante esse período. O incidente foi um dos dois que causaram o confronto entre Whitlam e Bill Robertson, o diretor-geral da ASIS, que culminou com a demissão de Robertson em 21 de outubro de 1975, com efeito a partir de 7 de novembro, apenas quatro dias antes da demissão do próprio Whitlam na crise constitucional australiana de 1975. Whitlam disse que Robertson havia desobedecido às instruções ao atrasar o fechamento da estação da ASIS no Chile em 1973 e ao não informar Whitlam que a ASIS tinha um agente ativo no Timor Leste em 1975. Robertson contestou os detalhes em uma declaração pessoal apresentada aos Arquivos Nacionais em 2009.
O envolvimento da ASIS no Chile foi revelado em 1974, quando Whitlam estabeleceu a Primeira Comissão Real Hope para investigar os serviços de segurança da Austrália. Whitlam declarou ao parlamento que "quando meu governo assumiu o cargo, o pessoal da inteligência australiana estava trabalhando como representante da CIA para desestabilizar o governo do Chile". Após o golpe de Augusto Pinochet, o governo de Whitlam criou um programa especial para que os refugiados chilenos viessem para a Austrália. Com essa política, cerca de 6.000 chilenos se mudaram para a Austrália entre 1974 e 1981 e centenas de outros se juntaram a eles como parte de um programa de reunificação familiar.
Os Arquivos Nacionais da Austrália mantém documentos relacionados às operações da ASIS para ajudar a CIA a minar o governo de Allende nos anos 1971-1974. Em 2021, os arquivos recusaram uma solicitação de Clinton Fernandes, professor de Relações Internacionais e Ciência Política da Universidade de Nova Gales do Sul, para acessar registros relacionados às operações da ASIS no Chile. Versões altamente editadas de alguns documentos foram liberadas para Fernandes em junho de 2021. Os documentos mostram que a base da ASIS no Chile ajudou a CIA a desestabilizar o governo de Allende ao lidar com agentes chilenos recrutados pela CIA e enviar relatórios de inteligência para a sua sede em Langley, Virgínia. Em novembro de 2021, o Tribunal de Recursos Administrativos (AAT) manteve a decisão de rejeitar o pedido de Fernandes de acesso aos documentos. O AAT disse que a liberação dos documentos "causaria danos à segurança, à defesa ou às relações internacionais da Commonwealth". A parte principal da audiência do AAT foi realizada a portas fechadas, porque a Procuradora-Geral Michaelia Cash emitiu um certificado de interesse público, suprimindo a divulgação de provas fornecidas pela ASIS, ASIO e pelo Departamento de Negócios  Estrangeiros e Comércio.

### O caso Favaro
Durante o período que antecedeu a invasão do Timor Leste pela Indonésia em 1975, a ASIS pagou a um empresário australiano baseado em Díli, Frank Favaro, para obter informações sobre os acontecimentos políticos locais. O vazamento de sua identidade no final de 1975 foi outro fator relevante no confronto entre Whitlam e Robertson. Bill Robertson contestou o motivo de sua demissão em documentos apresentados aos Arquivos Nacionais em 2009.

### Incidente no Hotel Sheraton
Em 30 de novembro de 1983, a ASIS recebeu atenção negativa indesejada quando uma operação de treinamento realizada no Hotel Sheraton, hoje Mercure (Spring Street), em Melbourne, fracassou. O exercício era para ser uma simulação de vigilância e resgate de reféns de oficiais de inteligência estrangeiros. Em março de 1983, a ASIS começou a treinar uma equipe secreta de civis em Swan Island, Victoria, cuja função era proteger ou libertar australianos que pudessem ser ameaçados ou capturados por terroristas no exterior. Em 1981, os militares criaram uma unidade antiterrorista para operações somente na Austrália. O pessoal envolvido na operação de treinamento incluía dez operadores, quatro oficiais da ASIS e seis estagiários civis da ASIS, além de dois membros do 1º Regimento de Comandos da Reserva do Exército, com um sargento participando como observador no saguão do hotel.
A operação de treinamento envolveu oficiais novatos que haviam passado por um treinamento prévio de três semanas e aos quais foi dada considerável margem de manobra no planejamento e na execução da operação. O resgate simulado de reféns foi realizado no 10º andar do hotel sem a permissão do proprietário ou da equipe do hotel. Quando foi recusada a entrada dos operadores da ASIS em um quarto de hotel, eles arrombaram a porta com marretas. O gerente do hotel, Nick Rice, foi notificado de um distúrbio no 10º andar por um hóspede do hotel. Quando foi investigar, foi forçado a voltar para o elevador por um operador da ASIS, que desceu o elevador até o térreo e expulsou Rice à força para o saguão. Acreditando que um roubo estava em andamento, Rice chamou a polícia. Quando o elevador retornou ao térreo, os operadores da ASIS apareceram usando máscaras e brandindo abertamente pistolas Browning 9mm e submetralhadoras Heckler & Koch MP5, duas delas com silenciadores. Eles forçaram a passagem pelo saguão até a cozinha, onde dois carros de fuga estavam esperando do lado de fora da porta da cozinha. A polícia parou um dos carros e prendeu os ocupantes — dois oficiais da ASIS e três estagiários civis — que se recusaram a apresentar qualquer tipo de identificação.
Em dois dias, o ministro de relações exteriores, Bill Hayden, anunciou que uma investigação "imediata e completa" seria conduzida sob os auspícios da segunda Comissão Real Hope, que ainda estava em andamento. Um relatório foi preparado e apresentado em fevereiro de 1984. Ele descreveu o exercício como sendo "mal planejado, mal supervisionado e mal executado" e recomendou que fossem tomadas medidas de treinamento para melhorar o planejamento e eliminar os impactos adversos sobre o público.
A polícia de Victoria conduziu sua própria investigação, mas ficou frustrada porque o diretor-geral da ASIS, John Ryan, recusou-se a cooperar. Bill Hayden se ofereceu para fornecer os nomes verdadeiros dos sete policiais envolvidos, em sigilo. O Premier de Victoria, John Cain, disse a Hayden que "no que diz respeito à polícia, não existe tal coisa como informação confidencial".
Após o incidente, o The Sunday Age divulgou os nomes, ou os supostos nomes, de cinco dos operadores envolvidos. O jornalista observou que "segundo a assessoria jurídica obtida pelo The Sunday Age, não há nenhuma disposição que impeça a identificação de um agente da ASIS". Embora não tenha sido incluído na versão pública do relatório, a Comissão Real Hope preparou um apêndice que parece ter tratado das consequências para a segurança e as relações externas da divulgação dos nomes dos participantes pelo The Sunday Age. Posteriormente, em A v Hayden, a Suprema Corte considerou que a Commonwealth não tinha nenhuma obrigação executável com os agentes da ASIS de manter a confidencialidade de seus nomes ou atividades.
Na época do incidente no Hotel Sheraton, a Diretriz Ministerial em vigor permitia que a ASIS realizasse "ações secretas", incluindo "operações especiais" que, descritas de forma grosseira, compreendiam "atividades não ortodoxas, possivelmente para-militares, projetadas para serem usadas em caso de guerra ou outra forma de crise". Após o incidente e as recomendações da Comissão Real, a função de ação secreta foi aparentemente abolida. As funções da ASIS podem ser encontradas na seção 6 da Lei de Serviços de Inteligência, assim como as funções proscritas pela lei.
Por fim, ao executar a operação, descobriu-se que os operadores usaram força considerável, ameaçando vários funcionários e hóspedes com armas e agredindo fisicamente o gerente do hotel. A Hope considerou Ryan culpado por autorizar a operação de treinamento em um local público usando armas escondidas. Ryan pediu demissão em fevereiro de 1984. Hope disse que não fazia parte de seus termos de referência fazer conclusões ou recomendações sobre se algum indivíduo havia cometido algum delito. No entanto, ele observou que os indivíduos poderiam ser processados pelo Estado de Victoria por uma longa lista de delitos criminais, incluindo posse de armas de fogo sem licença, posse de implementos proibidos (incluindo metralhadoras, silenciadores e ferramentas de arrombamento de casas), roubo agravado com posse de arma de fogo, agressão comum, danos intencionais à propriedade, posse de disfarce sem justificativa legal e vários delitos com veículos motorizados. Mais de um ano após a invasão, o Diretor do Ministério Público de Victoria concluiu que, embora certos delitos tenham sido cometidos, incluindo danos criminais e agressão com arma, não havia provas suficientes para acusar qualquer pessoa de um delito específico.
A Victorian Holdings Ltd, empresa que administra o hotel, entrou posteriormente com uma ação judicial contra a Commonwealth em seu nome e em nome de 14 funcionários do hotel. A questão foi resolvida fora do tribunal; foram oferecidos ao hotel AU$ 300 000 em indenizações. O pagamento total para o hotel e a equipe foi de AU$ 365 400.

### Envolvimento na Papua-Nova Guiné
Entre 1989 e 1991, a ASIS foi submetida a um rigoroso processo de investigação após alegações relacionadas ao seu papel e às suas atividades em Papua-Nova Guiné. Foi alegado que a ASIS estava envolvida no treinamento de tropas de Papua-Nova Guiné para suprimir movimentos de independência em Irian Jaya e Bougainville. Em 1997, alegou-se que a ASIS e o DSD não haviam coletado, ou que o governo não havia agido conforme as informações sobre o papel e a presença de contratados da Sandline em relação ao movimento de independência em Bougainville.

### ProgramaFour Corners
No final de 1993, a ASIS foi alvo da atenção da mídia após alegações feitas por ex-oficiais da ASIS de que a ASIS não prestava contas e estava fora de controle. O Sunday Telegraph alegou que “a ASIS desrespeitava regularmente as leis, mantinha dossiês sobre cidadãos australianos... e expulsava agentes do serviço com poucas explicações”. Em particular, alegou que os agentes estavam sendo alvo de um expurgo ao serem ameaçados com acusações criminais relacionadas à sua conduta oficial, refletindo um padrão que sugeria para alguns que a ASIS ou um oficial sênior da ASIS havia sido “convertido” por um serviço de inteligência estrangeiro.
Em 21 de fevereiro de 1994, o programa Four Corners exibiu as alegações chave. Dois ex-oficiais da ASIS fizeram alegações sobre tensões culturais e operacionais entre a ASIS e o Departamento de Negócios Estrangeiros e Comércio. Eles alegaram que a equipe da embaixada havia comprometido, de forma maliciosa ou negligente, as atividades que envolviam a gestão de informantes e agentes estrangeiros e a deserção de agentes estrangeiros para a Austrália. Eles alegaram que suas queixas foram ignoradas e que foram “abandonados em campo” e transformados em bodes expiatórios pela ASIS. Os oficiais e o repórter, Ross Coulthart, também fizeram afirmações sobre atividades e prioridades operacionais: os oficiais alegaram que a orientação da ASIS havia sido ignorada pelo DFAT e o repórter repetiu afirmações sobre as operações da ASIS destinadas a desestabilizar o governo Aquino nas Filipinas. Ele também fez declarações sobre a assistência da ASIS ao MI6 no conflito das Malvinas, em Hong Kong e no Kuwait em benefício dos interesses britânicos, incluindo interesses comerciais, e potencialmente em detrimento dos interesses nacionais australianos. A maioria das declarações pessoais dos oficiais dizia respeito a suas queixas individuais. Eles levantaram duas questões de interesse público relativas ao efeito do sigilo sobre a operação dos procedimentos de reclamação e até que ponto o Ministro de Relações Exteriores e Comércio estava ciente ou controlava as operações da ASIS. O repórter levantou diretamente a questão da pertinência das operações da ASIS, principalmente no que diz respeito à definição de prioridades em postos e operações no exterior, à cooperação com serviços de inteligência estrangeiros e à privacidade de pessoas e organizações australianas. Implicitamente, o programa questionou até que ponto a ASIS era ou deveria ser obrigada a prestar contas ao Ministro, ao Governo e ao Parlamento.
No dia seguinte, o Ministro-sombra das Relações Exteriores solicitou uma investigação judicial independente sobre as alegações. Ele expressou preocupação especial com a natureza da cooperação da ASIS com agências estrangeiras e com as falhas nos procedimentos de reclamação da ASIS. Mais tarde, ele pediu que a investigação examinasse a “relação envenenada entre a ASIS e o DFAT”. Um porta-voz dos Democratas solicitou um comitê parlamentar permanente.
Dois dias depois que o programa foi ao ar, a Comissão Real Samuels e Codd foi convocada pelo Ministro das Relações Exteriores, Gareth Evans.

### Ratih Hardjono, Bruce Grant e Gareth Evans
Em 19 de fevereiro de 2000, a jornalista Susan Sim, de Singapura, acusou Ratih Harjono de trabalhar para seu tio, um oficial de inteligência sênior do BAKIN (serviço de inteligência indonésio), enquanto trabalhava para o presidente da Indonésia. No início de sua carreira como jornalista, Ratih foi casada com Bruce Grant, que durante esse período foi consultor sênior de políticas de Gareth Evans, coautor do livro Australia's foreign relations: in the world of the 1990s. Gareth Evans foi responsável pela ASIS entre 1988 e 1996.

### Problemas alegados de gestão e de pessoal
Em 2005, o The Bulletin publicou um artigo baseado em alegações de oficiais da ASIS que faziam alusão à má administração das operações de inteligência, designações de pessoal e tarefas, especialmente com relação à guerra contra o terrorismo. Os oficiais não identificados apontaram vários problemas dentro da agência que estavam prejudicando a capacidade da organização de coletar informações vitais e oportunas. Com isto se referiam ao recrutamento de “...jovens agentes, em sua maioria brancos, com formação universitária, com habilidades linguísticas limitadas e pouco conhecimento do Islã contra extremistas pobres e zelosos que pretendiam se tornar homens-bomba”, a designação “inadequada” de “...jovens IOs [oficiais de inteligência] do sexo feminino contra alvos islâmicos...”,além de baixas taxas de retenção de pessoal e falta geral de oficiais com experiência prática de campo significativa. Os oficiais também citaram a falta de apoio adequado dado aos oficiais de inteligência encarregados de combater alvos terroristas e a edição de informações de inteligência pela gerência da ASIS como fatores que também contribuem para a falta de progresso da agência na guerra contra o terrorismo.

### Escândalo de espionagem Austrália-Timor-Leste
Em 2013, foi revelado que a ASIS plantou equipamentos de escuta para monitorar o governo de Timor Leste durante as negociações sobre os campos de petróleo e gás do Greater Sunrise.

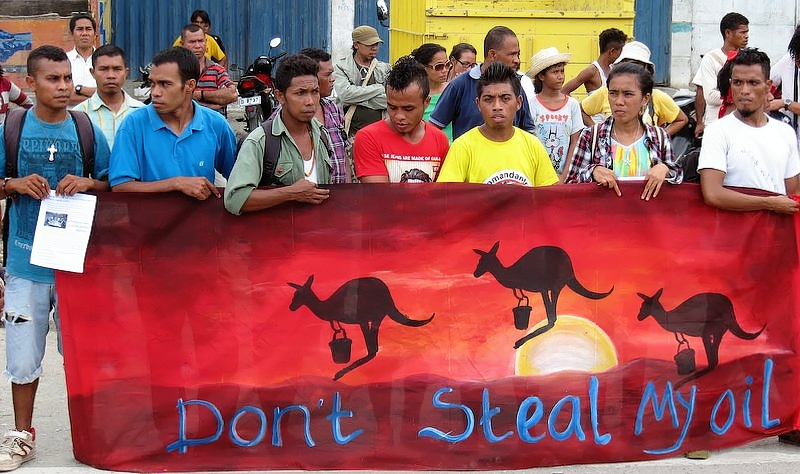
Manifestação em frente à embaixada australiana contra o tratado CMATS, dezembro de 2013

### Créditos especiais
A maior parte da história da ASIS neste artigo foi adaptada do Parliament of Australia Bills Digest No. 11 of 2001-02 da Intelligence Services Act 2001.